# Xã Cecil, Quận Washington, Pennsylvania
Xã Cecil (tiếng Anh: Cecil Township) là một xã thuộc quận Washington, tiểu bang Pennsylvania, Hoa Kỳ. Năm 2010, dân số của xã này là 11.271 người.